# Бёэ, Эрнст
Эрнст Бёэ (нем. Ernst Adolf Boehe; Bœhe, Böhe; 27 декабря 1880, Мюнхен — 16 ноября 1938, Людвигсхафен) — немецкий дирижёр и композитор.

## Биография
Эрнст Бёэ родился в семье офицера. Благодаря тому, что старший брат Бёэ Карл был дирижёром, ещё гимназистом занимался под руководством друзей своего брата — Рудольфа Луиса (композиция) и Йозефа Пембаура-младшего (фортепиано). Затем учился в Мюнхенской консерватории в классе композиции Людвига Тюйе.
Как композитор дебютировал в самые первые годы XX века несколькими циклами песен, с одним из которых выиграл объявленный газетой Die Musik-Woche композиторский конкурс. В последующие несколько лет выступил с несколькими симфоническими произведениями, среди которых центральное место занимают четырёхчастная симфоническая поэма «Из странствий Одиссея» (нем. Aus Odysseus' Fahrten, Op. 6, 1901—1904) и симфоническая поэма «Таормина» (Op. 10, 1906). Финал первой из них, «Возвращение Одиссея», прозвучал под управлением автора в рамках фестиваля Всегерманского музыкального общества в Граце (1905), подготовленного Густавом Малером, Рихардом Штраусом и Вильгельмом Кинцлем. Произведения Бёэ исполнял в Бостоне и Нью-Йорке Бостонский симфонический оркестр под управлением Вильгельма Герике и Карла Мука. О выдающемся успехе музыки Бёэ при британском исполнении вспоминал в своих мемуарах Генри Вуд. Творчество Бёэ лежало в русле германской позднеромантической традиции, сформировавшись под влиянием центральных фигур южногерманской музыкальной жизни — Штрауса и Макса фон Шиллингса.
В 1907 году Бёэ и Вальтер Курвуазье были назначены совместно руководить так называемыми «народными концертами» мюнхенского Кайм-оркестра, после чего Бёэ практически оставил композицию, полностью посвятив себя дирижированию.
В 1913 возглавил Ольденбургскую придворную капеллу, более или менее благополучно проведя её через тяжёлые годы Первой мировой войны и в 1919 получив звание генеральмузикдиректора.
Начиная с 1920 года и до конца жизни руководил Земельным симфоническим оркестром Пфальца и Саарланда.
Скоропостижно скончался от воспаления лёгких.

## Память
Именем Бёэ названа улица (нем. Ernst-Boehe-Straße) в Людвигсхафене.
Возрождение интереса к его произведениям вызвало к жизни два диска с его симфонической музыкой, записанных некогда возглавлявшимся им оркестром под управлением Вернера Андреаса Альберта.